# Mount Osborne
Mount Osborne är ett berg i Antarktis. Det ligger i Västantarktis. Chile gör anspråk på området. Toppen på Mount Osborne är 2 600 meter över havet.
Terrängen runt Mount Osborne är huvudsakligen bergig, men åt sydost är den kuperad. Trakten är obefolkad. Det finns inga samhällen i närheten.